# Hypericum myricariifolium
Hypericum myricariifolium är en johannesörtsväxtart som beskrevs av Georg Hans Emmo Emo Wolfgang Hieronymus. Hypericum myricariifolium ingår i släktet johannesörter, och familjen johannesörtsväxter. Inga underarter finns listade i Catalogue of Life.

## Bildgalleri

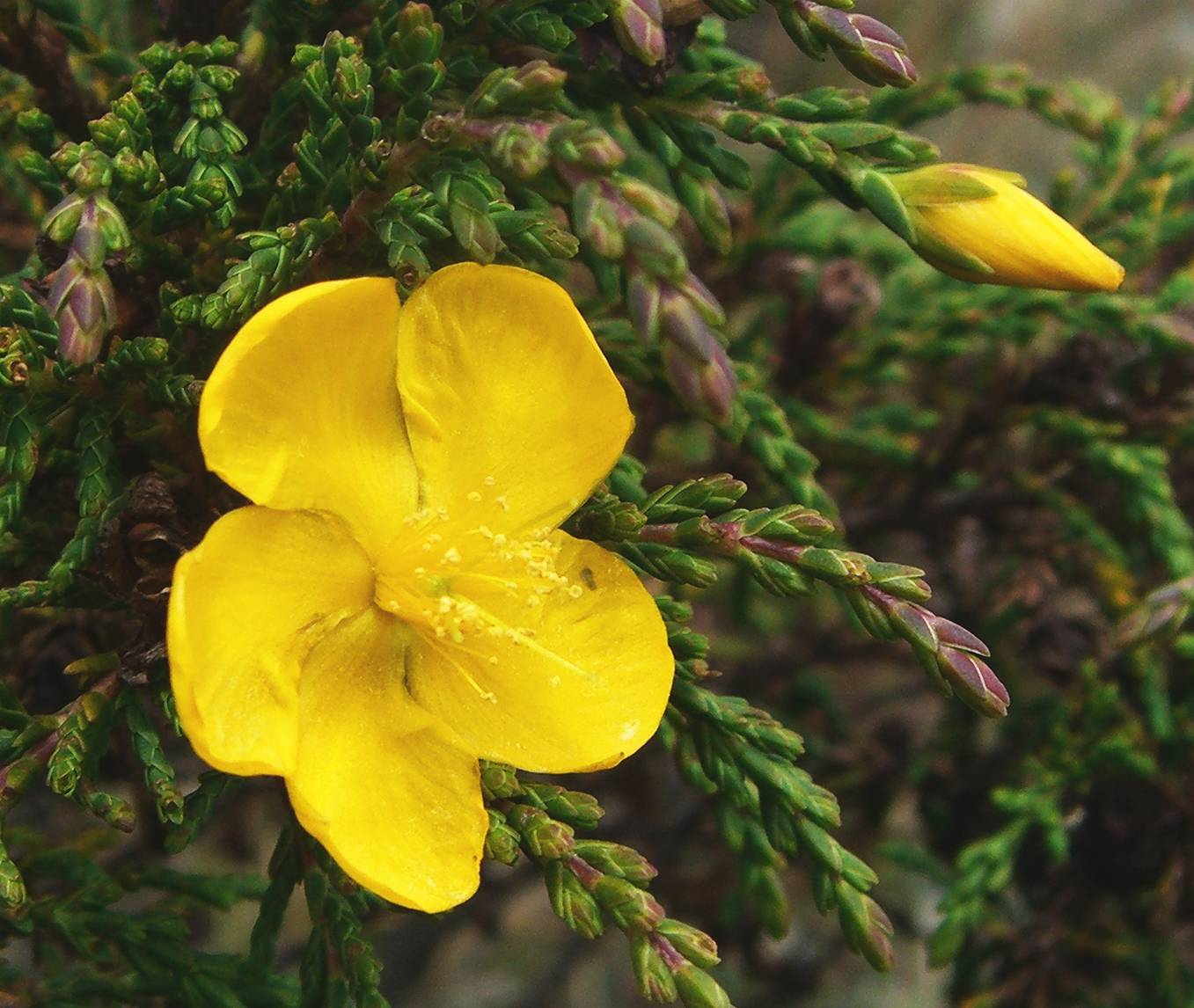